# Fritz Feierabend
Fritz Feierabend (ur. 29 czerwca 1908 w Engelbergu, zm. 25 listopada 1978 w Stans) – szwajcarski bobsleista, srebrny medalista Zimowych Igrzysk Olimpijskich 1936 w Garmisch-Partenkirchen w bobslejowych dwójkach i czwórkach i Zimowych Igrzysk Olimpijskich 1948 w Sankt Moritz w bobslejowych dwójkach oraz brązowy medalista Zimowych Igrzysk Olimpijskich 1952 w Oslo w bobslejowych dwójkach i bobslejowych czwórkach. Siedmiokrotny mistrz świata (4 razy w dwójkach i 3 razy w czwórkach), dwukrotny wicemistrz (czwórki), trzy razy sięgał po brązowy medal (dwa razy w czwórkach i raz w dwójkach).